# Ponte Tretten
A ponte Tretten era uma ponte de treliça de 148 metros de comprimento feita de madeira laminada colada sobre Gudbrandsdalslågen e sobre a estrada E6 no município de Øyer em Gudbrandsdalen. Fylkesvei 254 passa por cima da ponte que abriu ao tráfego em 2012.  A ponte de madeira substituiu uma ponte de treliça de aço de 1895 no mesmo local.
O Trettenbron foi projetado pela Norconsult e entregue pela Moelven em 2011.
Em 15 de agosto de 2022, a ponte desabou com um caminhão e um carro na ponte. Uma ponte com a mesma construção, Perkolobron vid Sjoa, inaugurada em 2014, desabou em 2016.  Além dessas duas, existem mais oito pontes da mesma construção na Noruega.

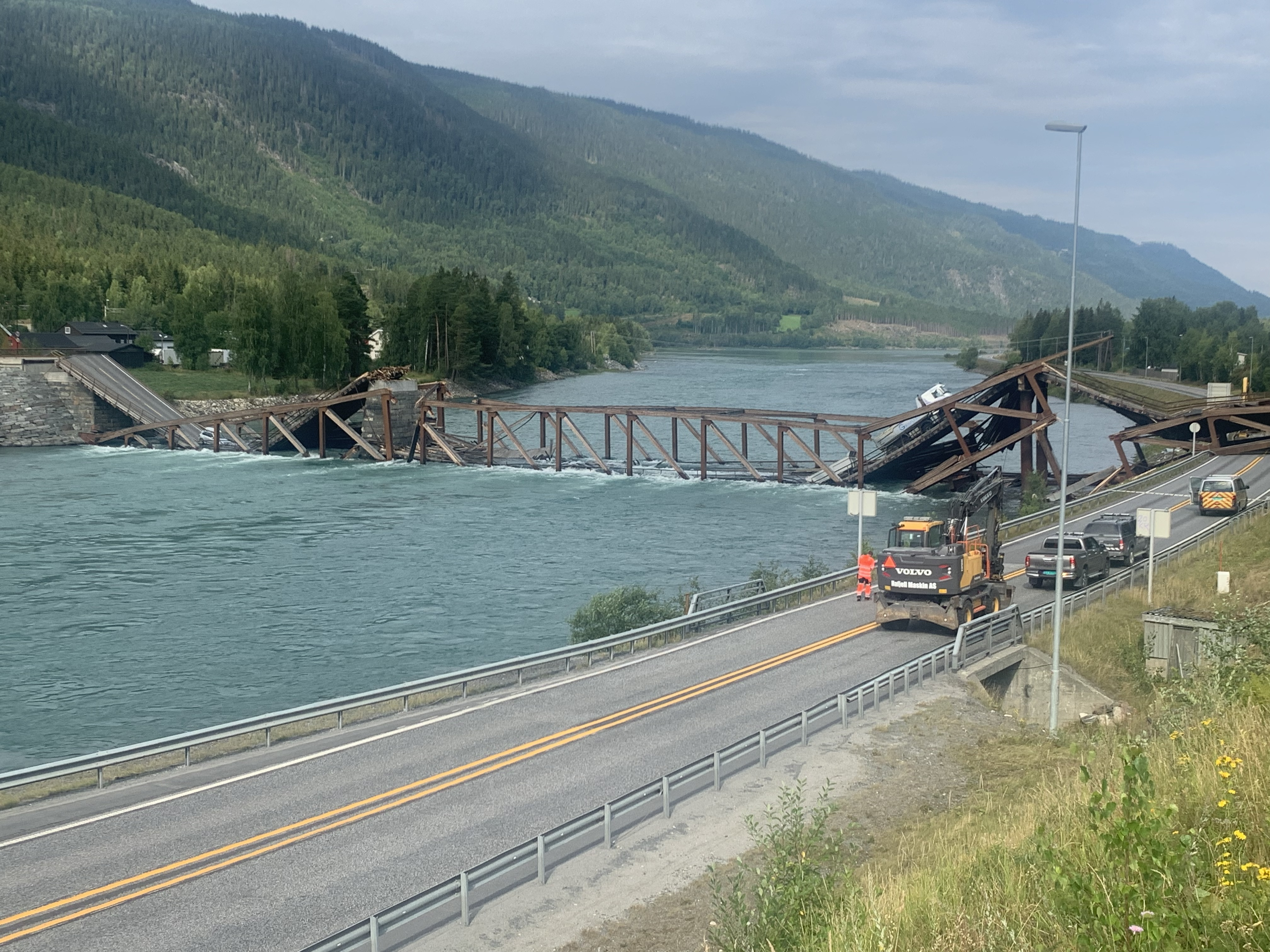
Trettenbron 15 de agosto de 2022